# Selección de bádminton de la Unión Soviética
La selección de bádminton de la Unión Soviética representó a la Unión Soviética en las competiciones internacionales por equipos de bádminton.

## Participaciones

### Sudirman Cup
| Año  | Resultado              |
| ---- | ---------------------- |
| 1989 | 10° - Grupo 2 Relegado |
| 1991 | 12° - Grupo 3          |